# Cerodontha occidentalis
Cerodontha occidentalis este o specie de muște din genul Cerodontha, familia Agromyzidae, descrisă de Sehgal în anul 1968. Conform Catalogue of Life specia Cerodontha occidentalis nu are subspecii cunoscute.